# Choroba tropikalna (film)
Choroba tropikalna (taj. สัตว์ประหลาด / Sud pralad) – tajski dramat filmowy z elementami fantasy z 2004 roku w reżyserii Apichatponga Weerasethakula. Obraz miał swoją premierę 17 maja 2004 roku w konkursie głównym na 57. MFF w Cannes, gdzie zdobył Nagrodę Jury.

## Fabuła
Film składa się z dwóch części: pierwsza koncentruje się na subtelnie przedstawionym romansie żołnierza Kenga z młodym wieśniakiem Tongiem, a druga na poszukiwaniach zaginionego mieszkańca wioski i spotkaniu tajemniczej bestii w lesie. O ile pierwsza część przypomina niekonwencjonalny film obyczajowy, to w drugiej dominuje nastrój przerażenia, potęgowany przez mrok i odgłosy tajskiej dżungli.
Keng (w tej roli Banlop Lomnoi) zostaje wysłany w odludne miejsce Tajlandii, aby odbyć tam służbę. Podczas jednego z patroli spotyka Tonga (w tej roli Sakda Kaewbuadee), a gdy widzi go ponowne, inicjuje romans. Tong nie wydaje się nim zainteresowany, ale też nie odrzuca zalotów w sposób stanowczy. W połowie filmu niespodziewanie zmienia się narracja; choć występują nadal ci sami bohaterowie: żołnierz (grany przez Lomnoi) poszukuje sam w lesie zaginionego chłopca i napotyka graną przez Kaewbuadee tajemniczą postać (ducha czy też szamana umiejącego wcielać się w ciała zwierząt).

## Obsada
Na podstawie Filmwebu.

- Banlop Lomnoi –  Keng
- Sakda Kaewbuadee – Tong
- Sirivech Jareonchon
- Huai Deesom
- Udom Promma

## O filmie
Film stanowi podróż w głąb ludzkich serc, która dla jednych widzów może okazać się fascynująca, a dla innych nudna, gdyż luźno powiązane sceny wymagają od odbiorcy wiele cierpliwości. Film ożywiają fantastyczne postaci rodem z tajskich legend. Apichatpong Weerasethakul udowodnił, że jest jednym z najbardziej oryginalnych reżyserów: chociaż pierwsza część filmu przypominać może romans niczym z opery mydlanej, jest to tylko gra reżysera z widzem, gdyż druga część, mroczna i zaskakująca, podaje w wątpliwość to, co wydawało się początkowo jasne i zrozumiałe. Niesamowitość filmu podkreślają najlepiej słowa, jakie wypowiada w drugiej części filmu przypominająca pawiana małpa do żołnierza, ostrzegając go przed szamanem w ciele tygrysa: Tygrys śledzi cię jak cień, jego duch przymiera głodem i jest samotny, będziesz jego ofiarą i towarzyszem.
Choroba tropikalna miała premierę podczas 57. Międzynarodowego Festiwalu Filmowego w Cannes 17 maja 2004. Po raz pierwszy w historii film produkcji tajskiej pojawił się nie tylko na tym festiwalu, ale w ogóle na festiwalu filmowym tej rangi. Film pojawił się w kinach studyjnych w wielu krajach. W Tajlandii był wyświetlany mniej niż 10 dni. Serwis Rotten Tomatoes przyznał mu wynik 76%, a serwis Metacritic 78 punktów.

## Nagrody
Na podstawie IMDb.
57. Międzynarodowy Festiwal Filmowy w Cannes (2004)
- nominacja: Złota Palma − Apichatpong Weerasethakul
- wygrana: Nagroda Jury − Apichatpong Weerasethakul

Międzynarodowy Festiwal Filmowy w Chicago (2004)
- nominacja: Złoty Hugo − Apichatpong Weerasethakul

Międzynarodowy Festiwal Filmowy w São Paulo (2004)
- wygrana: Nagroda Krytyków − Apichatpong Weerasethakul

Tokyo FILMeX (2004)
- wygrana: Główna nagroda − Apichatpong Weerasethakul

Międzynarodowy Festiwal Filmowy w Singapurze (2005)
- wygrana: Nagroda Specjalna Jury − Apichatpong Weerasethakul (wyróżniony film azjatycki)

Torino International Gay & Lesbian Film Festival (2005)
- wygrana: Najlepszy film − Apichatpong Weerasethakul

Village Voice Film Poll (2005)
- nominacja: Nagroda VVFP − Najlepszy film (6. miejsce)
- nominacja: Nagroda VVFP − Najlepszy reżyser (Apichatpong Weerasethakul, 4. miejsce)

Międzynarodowy Festiwal Filmowy w Indianapolis (2005)
- wygrana: Nagroda Specjalna Jury − Apichatpong Weerasethakul za oszałamiającą i unikalną wizję

Chlotrudis Awards (2006)
- nominacja: Nagroda Chlotrudis − „zakopany skarb”

International Cinephile Society Awards (2006)
- nominacja: Nagroda ICS − Najlepszy film w języku innym niż angielski (4. miejsce)